# Cha Bum-kun
Đây là một tên người Triều Tiên, họ là Cha.
Cha Bum-kun (tiếng Hàn: 차범근; Hanja: 車範根; Hán-Việt: Xa Phạm Căn; phát âm tiếng Hàn Quốc: [tɕʰa.bʌm.ɡɯn] hoặc [tɕʰa] [pʌm.ɡɯn]; sinh ngày 22 tháng 5 năm 1953) là một cựu danh thủ bóng đá và cựu huấn luyện viên bóng đá người Hàn Quốc được biết đến với biệt danh Tscha Bum ở Đức, có nghĩa là "Cha Boom" bởi những cú sút sấm sét của ông. Biệt danh này lần đầu tiên được sử dụng bởi tạp chí Kicker và còn ví ông là một trong số những cầu thủ vĩ đại nhất những năm 1980. Ông được sinh ra tại Hwaseong, tỉnh Gyeonggi. Đến năm 1972, Cha đã là cầu thủ trẻ nhất trong lịch sử được gọi là đội hình đội tuyển quốc gia Hàn Quốc. Sau khi trở thành cầu thủ hàng đầu tại quê nhà, ông chuyển đến thi đấu tại giải vô địch Bundesliga tại Đức và trở thành cầu thủ Hàn Quốc đầu tiên thi đấu tại châu Âu. Sau quãng thời gian thi đấu rất thành công với ba câu lạc bộ tại Đức, ông trở về quê nhà chuyển sang công tác huấn luyện. Cha Bum-kun đã bắt đầu dẫn dắt Ulsan Hyundai, sau đó là dẫn dắt đội tuyển Hàn Quốc tham dự Giải vô địch bóng đá thế giới 1998 và rồi là Suwon Samsung Bluewings. Ông được coi là biểu tượng tại Hàn Quốc nhờ những đóng góp cho Bundesliga và đội tuyển bóng đá quốc gia. Trong sự nghiệp của mình, ông đã từng khoác áo SV Darmstadt 98, Eintracht Frankfurt và Bayer Leverkusen, 135 lần khoác áo đội tuyển quốc gia và ghi được 58 bàn thắng, là cầu thủ ghi bàn hàng đầu của Hàn Quốc. Cha Bum-kun được trao giải Cầu thủ thế kỷ của châu Á bởi Liên đoàn Lịch sử Bóng đá và Thống kê Quốc tế (IFFHS).

## Sự nghiệp câu lạc bộ
Ông nổi tiếng từ khi còn là một cầu thủ của trường Kyungshin vào năm 1970, cùng năm đó ông được gọi vào Đội tuyển bóng đá U-20 quốc gia Hàn Quốc. Năm 1972, Cha Bum-kun vào học tại Đại học Cao Ly. Sau khi tốt nghiệp, ông bắt đầu sự nghiệp bóng đá của mình với Câu lạc bộ Seoul Trust Bank vào năm 1976. Đến tháng 10 năm 1976, ông phải thực hiện nghĩa vụ quân sự cho quốc gia, và đó cũng là bước ngoặt của ông khi thi đấu cho đội bóng Lực lượng Không quân Hàn Quốc. Ông được Friedel Rausch lúc đó là huấn luyện viên của FC Schalke 04 và ông chuyển đến thi đấu tại Bundesliga ở Đức. Ông được coi là một trong những tiền đạo xuất sắc nhất ở Bundesliga trong suốt sự nghiệp của mình. Tháng 12 năm 1978, Cha được chuyển đến SV Darmstadt 98, nơi ông thi đấu chưa đến một tháng trước khi chuyển qua Eintracht Frankfurt. Do gặp vấn đề về nghĩa vụ quân sự nên sau trận đấu với VfL Bochum vào ngày 30 tháng 12 năm 1978, ông trở về Hàn Quốc vào ngày 5 tháng 1 năm 1979 để thực hiện nghĩa vụ quân sự cho đến ngày 31 tháng 5 năm 1979 và không chơi thêm trận nào cho SV Darmstadt 98 nữa.
Sau khi hoàn thành nghĩa vụ quân sự, ông gia nhập Eintracht Frankfurt vào tháng 7 năm 1979. Cha đã gây ảnh hưởng ngay lập tức với câu lạc bộ mới của mình khi ghi bàn thắng trong ba trận liên tiếp. Frankfurt tiếp tục giành Cúp UEFA trong mùa giải 1979–80 và Cha được trao giải Cầu thủ xuất sắc nhất trận chung kết. Ông trở thành cầu thủ bóng đá được trả lương cao thứ ba ở Đức. Trong mùa giải 1981, chấn thương đầu gối trong một trận đấu với Leverkusen gần như khiến ông phải kết thúc sự nghiệp sớm, sự việc gần như đã dẫn đến một cuộc bạo loạn của các cổ động viên của Frankfurt. Cha Bum-kun sau đó đã kịp hồi phục để thi đấu trận chung kết Cúp quốc gia Đức, trận đấu mà ông đóng góp một bàn thắng trong chiến thắng 3–1 của Frankfurt. Tuy nhiên, ông đã quyết định chuyển đến Bayer Leverkusen vào năm 1983. Tại đây, ông đã giành thêm được một Cúp UEFA thứ hai vào năm 1988. Ông đã ghi bàn gỡ hòa khi đội bóng của mình gặp Espanyol để buộc trận đấu kết thúc hai hiệp chính với tỉ số 3-3. Leverkusen cuối cùng đã giành chiến thắng trong trận đấu ở loạt sút penalty, trở thành nhà vô địch. Đây là chiếc Cúp châu Âu đầu tiên mà Leverkusen giành được.
Năm 1989, Cha treo giày sau một sự nghiệp dài ở Bundesliga, trải qua 308 trận đấu, ghi được 98 bàn thắng (điều đặc biệt là không có bàn thắng nào từ phạt đền), thành tích cao nhất của một cầu thủ nước ngoài tại Bundesliga khi đó. Trong suốt sự nghiệp 10 năm của mình, ông chỉ phải nhận duy nhất một thẻ vàng.

## Sự nghiệp quốc tế
Ông được gọi vào Đội tuyển bóng đá U-20 quốc gia Hàn Quốc năm 1970 cùng đội tuyển tham gia hai giải trẻ cấp châu lục tại Giải vô địch bóng đá trẻ châu Á năm 1971 và 1972. Khi mới chỉ 19 tuổi và đang theo học đại học năm 1972, ông đã được gọi vào đội tuyển quốc gia Hàn Quốc.
Ông tham dự Cúp bóng đá châu Á 1972 ghi được một bàn thắng, cùng với đội tuyển quốc gia vào đến trận chung kết nhưng thua trước Iran. Ông cũng là thành viên của đội tuyển Hàn Quốc tham dự Thế vận hội châu Á 1978, sân chơi mà Hàn Quốc đã giành huy chương vàng sau khi đánh bại Bắc Triều Tiên. Giải đấu quốc tế cuối cùng ông thi đấu là Giải vô địch bóng đá thế giới 1986 diễn ra tại Mexico, giải đấu mà Hàn Quốc đã không góp mặt kể từ năm 1954. Đó là giải đấu mà trước đó ông đã giã từ sự nghiệp thi đấu quốc tế nhưng đã bị thuyết phục trở lại. Tại giải đấu đó, Hàn Quốc để thua Argentina và Italia nhưng đã có trận hòa với Bulgaria. Các đối thủ của Hàn Quốc đã biết được khả năng ghi bàn của Cha, và ông đã các hậu vệ bị kèm rất chặt tại mọi thời điểm. Kết thúc giải đấu, ông không ghi được bàn thắng nào. Nhìn lại giải, Cha Bum-kun nói "Chúng tôi đã không tìm được chiến thắng đầu tiên mình, nhưng hành trình của đội tuyển không gây thất vọng khi chúng tôi chơi hết sức và chống lại các đội bóng xuất sắc nhất thế giới, trong đó có cả nhà vô địch cuối cùng Argentina". Ông đã giã từ sự nghiệp thi đấu quốc tế vĩnh viễn sau giải đấu đó.

## Công tác huấn luyện
Sự nghiệp huấn luyện của ông bắt đầu tại một đội bóng thi đấu ở giải K League là Hyundai Horang-i từ năm 1991-1994. Đến tháng 1 năm 1997, ông trở thành huấn luyện viên trưởng của đội tuyến bóng đá quốc gia Hàn Quốc dẫn dắt đội tuyển tại Giải vô địch bóng đá thế giới 1998. Tuy nhiên, thất bại thảm hại 0-5 trước đội tuyển Hà Lan trong trận đấu thứ hai đã khiến Cha Bum-kun bị sa thải. Sau đó, ông đã đổ lỗi cho Hiệp hội bóng đá Hàn Quốc (KFA) về kết quả tồi tệ của đội bóng, với lý do thiếu các khoản tiền thưởng. Các trận đấu chuyên nghiệp tại Hàn Quốc sau đó đã được thay đổi nhưng KFA cũng đã đưa ra một lệnh cấm trước những phát ngôn của ông với thời gian 5 năm không được dẫn dắt các đội bóng tại Hàn Quốc, buộc ông và vợ đã phải ra nước ngoài.
Sau 18 tháng huấn luyện Thâm Quyến Bình An ở Trung Quốc, ông chuyển sang công việc mới là bình luận viên của MBC. Chỉ đến cuối năm 2003, ông mới trở lại công tác huấn luyện khi nhận được lời đề nghị từ Suwon Samsung Bluewings. Thành công đã đến ngay lập tức khi câu lạc bộ của ông vô địch K League 2004, thành tích mà ông nhận định là còn hơn cả khi nâng chiếc Cúp UEFA vào năm 1988. Ông rời đội bóng vào ngày 6 tháng 6 năm 2010.

## Cuộc sống cá nhân
Ông là một tín đồ Kitô hữu mộ đạo, đưa ra ba điều quan trọng nhất trong cuộc đời của ông là gia đình, tôn giáo và bóng đá. Con trai thứ hai của ông Cha Du-ri cũng theo bước cha mình khi cũng đã thi đấu qua các câu lạc bộ ở Đức từ năm 2002 đến 2013 và sau đó treo giày vào năm 2015 sau hai mùa giải thi đấu cho FC Seoul.

## Di sản
Cha Bum-kun được coi là cầu thủ bóng đá Hàn Quốc xuất sắc nhất thế kỷ XX, một trong những biểu tượng của bóng đá châu Á. Ông chính là người tiên phong thi đấu tại Bundesliga trở thành một trong những cầu thủ bóng đá xuất sắc nhất của giải đấu. Chính nhờ thành công đó mà các đội bóng của Đức sau này rất ấn tượng với các cầu thủ Hàn Quốc để tin tưởng ở những lứa cầu thủ sau này như Cha Du-ri, Ji Dong-won, Son Heung-min. Sau chiến thắng của Frankfurt trong năm UEFA Cup 1980, Lothar Matthäus gọi ông là tiền đạo hay nhất thế giới.
- Ông trở thành cầu thủ thứ 9 trong lịch sử vô địch Cúp UEFA với hai câu lạc bộ khác nhau.
- Ông từng là cầu thủ nước ngoài ghi nhiều bàn thắng nhất lịch sử Bundesliga trước năm 1988 khi xô đổ kỷ lục trước đó của Ente Lippens với 92 bàn thắng. Tính đến tháng 9 năm 2016, ông xếp thứ 6 trong danh sách này sau Claudio Pizarro, Giovane Élber, Robert Lewandowski, Stéphane Chapuisat và Aílton Gonçalves da Silva.
- Với 17 bàn thắng ghi được tại mùa giải 1985–86 vẫn là số bàn thắng ghi được nhiều nhất bởi một cầu thủ châu Á trong lịch sử Bundesliga. Người xếp sau ông là Vahid Hashemian của Iran với 16 bàn thắng trong mùa giải 2003–04 với Bochum.
- Ông là cầu thủ ghi bàn nhiều nhất cho đội tuyển quốc gia với 58 bàn thắng trong các trận đấu quốc tế.

## Danh hiệu

### Cầu thủ
Eintracht Frankfurt
- UEFA Cup: 1979–80
- Cúp bóng đá Đức: 1980–81

Bayer 04 Leverkusen
- UEFA Cup: 1987–88

Hàn Quốc
- Đại hội Thể thao châu Á: 1978
- Á quân Cúp bóng đá châu Á: 1972
- Cúp Merdeka: 1972, 1975, 1977, 1978

Cá nhân
- Cầu thủ xuất sắc nhất năm của KFA: 1973[7]
- Đội hình tiêu biểu Bundesliga của Kicker: 1979-80, 1985-86[8]
- Cầu thủ châu Á xuất sắc nhất thế kỷ của IFFHS: 1999[9]
- Cầu thủ xuất sắc nhất thế kỷ IFFHS: 2000 (hạng 60)[10]
- Huyền thoại của IFFHS: 2016[11]

### Huấn luyện viên
Suwon Samsung Bluewings
- K League 1: 2004, 2008
- Cúp Quốc gia Hàn Quốc: 2009
- Cúp Liên đoàn Hàn Quốc: 2005, 2008
- Siêu Cúp Hàn Quốc: 2005
- Cúp Vô địch A3: 2005
- Giải vô địch bóng đá xuyên Thái Bình Dương: 2009

Cá nhân
- Huấn luyện viên của năm AFC: 1997[12]
- Huấn luyện viên của năm K League 1: 2004, 2008[13][14]
- Huấn luyện viên xuất sắc nhất Cúp Quốc gia Hàn Quốc: 2009[15]

## Thống kê sự nghiệp

### Câu lạc bộ
| Câu lạc bộ | Câu lạc bộ          | Câu lạc bộ | Bundesliga | Bundesliga | Cúp quốc gia | Cúp quốc gia | Châu lục | Châu lục  | Tổng | Tổng      |
| Mùa giải   | Câu lạc bộ          | Giải đấu   | Trận       | Bàn thắng  | Trận         | Bàn thắng    | Trận     | Bàn thắng | Trận | Bàn thắng |
| Đức        | Đức                 | Đức        | Bundesliga | Bundesliga | DFB-Pokal    | DFB-Pokal    | Châu Âu  | Châu Âu   | Tổng | Tổng      |
| ---------- | ------------------- | ---------- | ---------- | ---------- | ------------ | ------------ | -------- | --------- | ---- | --------- |
| 1978–79    | Darmstadt 98        | Bundesliga | 1          | 0          | 0            | 0            | -        | -         | 1    | 0         |
| 1979–80    | Eintracht Frankfurt | Bundesliga | 31         | 12         | 4            | 0            | 11       | 3         | 46   | 15        |
| 1980–81    | Eintracht Frankfurt | Bundesliga | 27         | 8          | 6            | 6            | 5        | 2         | 38   | 16        |
| 1981–82    | Eintracht Frankfurt | Bundesliga | 31         | 11         | 1            | 0            | 6        | 1         | 38   | 12        |
| 1982–83    | Eintracht Frankfurt | Bundesliga | 33         | 15         | 1            | 0            | -        | -         | 34   | 15        |
| 1983–84    | Bayer Leverkusen    | Bundesliga | 34         | 12         | 1            | 0            | -        | -         | 35   | 12        |
| 1984–85    | Bayer Leverkusen    | Bundesliga | 29         | 10         | 3            | 4            | -        | -         | 32   | 14        |
| 1985–86    | Bayer Leverkusen    | Bundesliga | 34         | 17         | 4            | 2            | -        | -         | 38   | 19        |
| 1986–87    | Bayer Leverkusen    | Bundesliga | 33         | 6          | 2            | 1            | 3        | 2         | 38   | 9         |
| 1987–88    | Bayer Leverkusen    | Bundesliga | 25         | 4          | 0            | 0            | 10       | 2         | 35   | 6         |
| 1988–89    | Bayer Leverkusen    | Bundesliga | 30         | 3          | 5            | 0            | 2        | 0         | 37   | 3         |
| Tổng       | Đức                 | Đức        | 308        | 98         | 27           | 13           | 37       | 10        | 372  | 121       |
| Tổng số    | Tổng số             | Tổng số    | 308        | 98         | 27           | 13           | 37       | 10        | 372  | 121       |

### Quốc tế
| Đội tuyển Hàn Quốc | Đội tuyển Hàn Quốc | Đội tuyển Hàn Quốc |
| Năm                | Trận               | Bàn thắng          |
| ------------------ | ------------------ | ------------------ |
| 1972               | 23                 | 6                  |
| 1973               | 17                 | 8                  |
| 1974               | 13                 | 2                  |
| 1975               | 17                 | 9                  |
| 1976               | 20                 | 13                 |
| 1977               | 26                 | 15                 |
| 1978               | 16                 | 5                  |
| 1979               | 0                  | 0                  |
| 1980               | 0                  | 0                  |
| 1981               | 0                  | 0                  |
| 1982               | 0                  | 0                  |
| 1983               | 0                  | 0                  |
| 1984               | 0                  | 0                  |
| 1985               | 0                  | 0                  |
| 1986               | 3                  | 0                  |
| Tổng               | 135                | 58                 |

### Bàn thắng quốc tế
Tỉ số với số bàn thắng của Hàn Quốc trước
| #  | Ngày                 | Địa điểm                                                             | Đối thủ           | Bàn thắng | Kết quả | Giải đấu                          |
| -- | -------------------- | -------------------------------------------------------------------- | ----------------- | --------- | ------- | --------------------------------- |
| 1  | 10 tháng 5 năm 1972  | Sân vận động Quốc gia, Băng Cốc, Thái Lan                            | Cộng hòa Khmer    | 3–0       | 4–1     | Asian Cup 1972                    |
| 2  | 19 tháng 7 năm 1972  | Sân vận động Perak, Ipoh, Malaysia                                   | Singapore         | 2–0       | 4–1     | Cúp Merdeka 1972                  |
| 3  | 23 tháng 7 năm 1972  | Sân vận động Merdeka, Kuala Lumpur, Malaysia                         | Indonesia         | 2–0       | 2–0     | Cúp Merdeka 1972                  |
| 4  | 29 tháng 7 năm 1972  | Sân vận động Merdeka, Kuala Lumpur, Malaysia                         | Malaysia          | 2–0       | 2–1     | Cúp Merdeka 1972                  |
| 5  | 20 tháng 9 năm 1972  | Sân vận động Dongdaemun, Seoul, Hàn Quốc                             | Thái Lan          | 3–0       | 3–0     | Cúp Hàn Quốc 1972                 |
| 6  | 22 tháng 11 năm 1972 | Sân vận động Quốc gia, Băng Cốc, Thái Lan                            | Indonesia         | 1–1       | 1–1     | Cúp Nhà vua Thái Lan 1972         |
| 7  | 19 tháng 5 năm 1973  | Sân vận động Dongdaemun, Seoul, Hàn Quốc                             | Thái Lan          | 2–0       | 4–0     | Vòng loại World Cup 1974          |
| 8  | 28 tháng 5 năm 1973  | Sân vận động Dongdaemun, Seoul, Hàn Quốc                             | Israel            | 1–0       | 1–0     | Vòng loại World Cup 1974          |
| 9  | 22 tháng 9 năm 1973  | Sân vận động Dongdaemun, Seoul, Hàn Quốc                             | Cộng hòa Khmer    | 2–0       | 6–0     | Cúp Hàn Quốc 1973                 |
| 10 | 22 tháng 9 năm 1973  | Sân vận động Dongdaemun, Seoul, Hàn Quốc                             | Cộng hòa Khmer    | 4–0       | 6–0     | Cúp Hàn Quốc 1973                 |
| 11 | 30 tháng 9 năm 1973  | Sân vận động Dongdaemun, Seoul, Hàn Quốc                             | Malaysia          | 1–0       | 2–0     | Cúp Hàn Quốc 1973                 |
| 12 | 16 tháng 12 năm 1973 | Sân vận động Quốc gia, Băng Cốc, Thái Lan                            | Cộng hòa Khmer    | 4–0       | 5–0     | Cúp Nhà vua Thái Lan 1973         |
| 13 | 22 tháng 12 năm 1973 | Sân vận động Quốc gia, Băng Cốc, Thái Lan                            | Miến Điện         | 2–0       | 2–0     | Cúp Nhà vua Thái Lan 1973         |
| 14 | 25 tháng 12 năm 1973 | Sân vận động Quốc gia, Băng Cốc, Thái Lan                            | Malaysia          | 2–0       | 2–1     | Cúp Nhà vua Thái Lan 1973         |
| 15 | 18 tháng 5 năm 1974  | Sân vận động Dongdaemun, Seoul, Hàn Quốc                             | Miến Điện         | 2–0       | 3–0     | Cúp Hàn Quốc 1974                 |
| 16 | 25 tháng 12 năm 1974 | Hồng Kông                                                            | Indonesia         | 2–0       | 3–1     | Giải bóng đá Hồng Kông            |
| 17 | 29 tháng 7 năm 1975  | Sân vận động Merdeka, Kuala Lumpur, Malaysia                         | Malaysia          | 2–0       | 3–1     | Cúp Merdeka 1975                  |
| 18 | 7 tháng 8 năm 1975   | Sân vận động Merdeka, Kuala Lumpur, Malaysia                         | Thái Lan          | 3–0       | 6–0     | Cúp Merdeka 1975                  |
| 19 | 9 tháng 8 năm 1975   | Sân vận động Merdeka, Kuala Lumpur, Malaysia                         | Nhật Bản          | 1–0       | 3–1     | Cúp Merdeka 1975                  |
| 20 | 9 tháng 8 năm 1975   | Sân vận động Merdeka, Kuala Lumpur, Malaysia                         | Nhật Bản          | 2–1       | 3–1     | Cúp Merdeka 1975                  |
| 21 | 9 tháng 8 năm 1975   | Sân vận động Merdeka, Kuala Lumpur, Malaysia                         | Nhật Bản          | 3–1       | 3–1     | Cúp Merdeka 1975                  |
| 22 | 11 tháng 8 năm 1975  | Sân vận động Merdeka, Kuala Lumpur, Malaysia                         | Indonesia         | 1–0       | 5–1     | Cúp Merdeka 1975                  |
| 23 | 15 tháng 8 năm 1975  | Sân vận động Merdeka, Kuala Lumpur, Malaysia                         | Bangladesh        | 4–0       | 4–0     | Cúp Merdeka 1975                  |
| 24 | 21 tháng 12 năm 1975 | Sân vận động Quốc gia, Băng Cốc, Thái Lan                            | Miến Điện         | 1–0       | 3–1     | Cúp Nhà vua Thái Lan 1975         |
| 25 | 21 tháng 12 năm 1975 | Sân vận động Quốc gia, Băng Cốc, Thái Lan                            | Miến Điện         | 2–0       | 3–1     | Cúp Nhà vua Thái Lan 1975         |
| 26 | 6 tháng 3 năm 1976   | Sân vận động Dongdaemun, Seoul, Hàn Quốc                             | Đài Bắc Trung Hoa | 1–0       | 3–0     | Vòng loại Thế vận hội Mùa hè 1976 |
| 27 | 27 tháng 3 năm 1976  | Sân vận động Dongdaemun, Seoul, Hàn Quốc                             | Nhật Bản          | 2–1       | 2–2     | Vòng loại Thế vận hội Mùa hè 1976 |
| 28 | 10 tháng 8 năm 1976  | Sân vận động Merdeka, Kuala Lumpur, Malaysia                         | Ấn Độ             | 1–0       | 8–0     | Cúp Merdeka 1976                  |
| 29 | 10 tháng 8 năm 1976  | Sân vận động Merdeka, Kuala Lumpur, Malaysia                         | Ấn Độ             | 5–0       | 8–0     | Cúp Merdeka 1976                  |
| 30 | 10 tháng 8 năm 1976  | Sân vận động Merdeka, Kuala Lumpur, Malaysia                         | Ấn Độ             | 8–0       | 8–0     | Cúp Merdeka 1976                  |
| 31 | 15 tháng 8 năm 1976  | Sân vận động Merdeka, Kuala Lumpur, Malaysia                         | Miến Điện         | 2–2       | 2–2     | Cúp Merdeka 1976                  |
| 32 | 11 tháng 9 năm 1976  | Sân vận động Dongdaemun, Seoul, Hàn Quốc                             | Malaysia          | 2–4       | 4–4     | Cúp Hàn Quốc 1976                 |
| 33 | 11 tháng 9 năm 1976  | Sân vận động Dongdaemun, Seoul, Hàn Quốc                             | Malaysia          | 3–4       | 4–4     | Cúp Hàn Quốc 1976                 |
| 34 | 11 tháng 9 năm 1976  | Sân vận động Dongdaemun, Seoul, Hàn Quốc                             | Malaysia          | 4–4       | 4–4     | Cúp Hàn Quốc 1976                 |
| 35 | 13 tháng 9 năm 1976  | Sân vận động Dongdaemun, Seoul, Hàn Quốc                             | Ấn Độ             | 4–0       | 4–0     | Cúp Hàn Quốc 1976                 |
| 36 | 17 tháng 9 năm 1976  | Sân vận động Dongdaemun, Seoul, Hàn Quốc                             | Singapore         | 1–0       | 7–0     | Cúp Hàn Quốc 1976                 |
| 37 | 17 tháng 9 năm 1976  | Sân vận động Dongdaemun, Seoul, Hàn Quốc                             | Singapore         | 7–0       | 7–0     | Cúp Hàn Quốc 1976                 |
| 38 | 22 tháng 12 năm 1976 | Sân vận động Quốc gia, Băng Cốc, Thái Lan                            | Malaysia          | 1–1       | 1–1     | Cúp Nhà vua Thái Lan 1976         |
| 39 | 14 tháng 2 năm 1977  | Singapore                                                            | Singapore         | 1–0       | 4–0     | Giao hữu                          |
| 40 | 18 tháng 2 năm 1977  | Sân vận động Al Ahli, Manama, Bahrain                                | Bahrain           | 2–0       | 4–1     | Giao hữu                          |
| 41 | 20 tháng 3 năm 1977  | Sân vận động Dongdaemun, Seoul, Hàn Quốc                             | Israel            | 1–0       | 3–1     | Vòng loại World Cup 1978          |
| 42 | 3 tháng 4 năm 1977   | Sân vận động Dongdaemun, Seoul, Hàn Quốc                             | Nhật Bản          | 1–0       | 1–0     | Vòng loại World Cup 1978          |
| 43 | 26 tháng 6 năm 1977  | Sân vận động Hồng Kông, Hồng Kông                                    | Hồng Kông         | 1–0       | 1–0     | Vòng loại World Cup 1978          |
| 44 | 17 tháng 7 năm 1977  | Sân vận động Merdeka, Kuala Lumpur, Malaysia                         | Libya             | 2–0       | 4–0     | Cúp Merdeka 1977                  |
| 45 | 22 tháng 7 năm 1977  | Sân vận động Merdeka, Kuala Lumpur, Malaysia                         | Indonesia         | 3–1       | 5–1     | Cúp Merdeka 1977                  |
| 46 | 24 tháng 7 năm 1977  | Sân vận động Merdeka, Kuala Lumpur, Malaysia                         | Miến Điện         | 2–0       | 4–0     | Cúp Merdeka 1977                  |
| 47 | 31 tháng 7 năm 1977  | Sân vận động Merdeka, Kuala Lumpur, Malaysia                         | Iraq              | 1–0       | 1–0     | Cúp Merdeka 1977                  |
| 48 | 27 tháng 8 năm 1977  | Sân vận động Thể thao Sydney, Sydney, Úc                             | Úc                | 1–0       | 1–2     | Vòng loại World Cup 1978          |
| 49 | 3 tháng 9 năm 1977   | Sân vận động Dongdaemun, Seoul, Hàn Quốc                             | Thái Lan          | 3–0       | 5–1     | Cúp Hàn Quốc 1977                 |
| 50 | 5 tháng 9 năm 1977   | Sân vận động Daegu Civic, Daegu, Hàn Quốc                            | Ấn Độ             | 1–0       | 3–0     | Cúp Hàn Quốc 1977                 |
| 51 | 5 tháng 9 năm 1977   | Sân vận động Daegu Civic, Daegu, Hàn Quốc                            | Ấn Độ             | 3–0       | 3–0     | Cúp Hàn Quốc 1977                 |
| 52 | 13 tháng 9 năm 1977  | Sân vận động Dongdaemun, Seoul, Hàn Quốc                             | Malaysia          | 2–0       | 3–0     | Cúp Hàn Quốc 1977                 |
| 53 | 5 tháng 11 năm 1977  | Sân vận động Câu lạc bộ Thể thao Al Kuwait, Thành phố Kuwait, Kuwait | Kuwait            | 1–0       | 2–2     | Vòng loại World Cup 1978          |
| 54 | 19 tháng 7 năm 1978  | Sân vận động Merdeka, Kuala Lumpur, Malaysia                         | Nhật Bản          | 2–0       | 4–0     | Cúp Merdeka 1978                  |
| 55 | 22 tháng 7 năm 1978  | Sân vận động Merdeka, Kuala Lumpur, Malaysia                         | Iraq              | 2–0       | 2–0     | Cúp Merdeka 1978                  |
| 56 | 25 tháng 7 năm 1978  | Sân vận động Merdeka, Kuala Lumpur, Malaysia                         | Indonesia         | 1–0       | 2–0     | Cúp Merdeka 1978                  |
| 57 | 11 tháng 12 năm 1978 | Sân vận động Đại học Chulalongkorn, Băng Cốc, Thái Lan               | Bahrain           | 3–0       | 5–1     | Đại hội Thể thao châu Á 1978      |
| 58 | 17 tháng 12 năm 1978 | Băng Cốc, Thái Lan                                                   | Trung Quốc        | 1–0       | 1–0     | Đại hội Thể thao châu Á 1978      |